# اللطيفة
كمصطلح تصوف الإسلامي
كل إشارة رقيقة المعني تلوح في الفهم لا تسعها العبارة وقد تطلق بإزاء النفس الناطقة.
هوامش